# Henry May
Henry May (* 13. Februar 1816 in Washington, D.C.; † 25. September 1866 in Baltimore, Maryland) war ein US-amerikanischer Politiker. Zwischen 1853 und 1863 vertrat er zwei Mal den Bundesstaat Maryland im US-Repräsentantenhaus.

## Werdegang
Henry May genoss eine akademische Schulausbildung und studierte danach am Columbian College, der späteren George Washington University. Nach einem anschließenden Jurastudium und seiner 1840 erfolgten Zulassung als Rechtsanwalt begann er in diesem Beruf zu arbeiten. Gleichzeitig schlug er als Mitglied der Demokratischen Partei eine politische Laufbahn ein. Präsident Franklin Pierce entsandte ihn nach Mexiko, um Ansprüche aus dem Friedensvertrag nach dem  Mexikanisch-Amerikanischen Krieg zu überprüfen.
Bei den Kongresswahlen des Jahres 1852 wurde May im fünften Wahlbezirk von Maryland in das US-Repräsentantenhaus in Washington gewählt, wo er am 4. März 1853 die Nachfolge von Alexander Evans antrat. Da er im Jahr 1854 nicht bestätigt wurde, konnte er bis zum 3. März 1855 zunächst nur eine Legislaturperiode im Kongress absolvieren. Diese war von den Diskussionen um die Sklaverei bestimmt.
Bei den Wahlen des Jahres 1860 wurde May als Unionist im vierten Distrikt seines Staates erneut in den Kongress gewählt, wo er am 4. März 1861 Henry Winter Davis ablöste. Bis zum 3. März 1863 konnte er eine weitere Legislaturperiode im Kongress verbringen, die von den Ereignissen des Bürgerkrieges geprägt war. Nach dem Ende seiner Zeit im US-Repräsentantenhaus zog sich Henry May aus der Politik zurück. Er starb am 25. September 1866 in Baltimore, wo er auch beigesetzt wurde.